# Фіона Мей
Фіона Мей (англ. Fiona May; нар. 12 грудня 1969, Слау, Англія) — італійська та британська легкоатлетка, що спеціалізується на стрибках у довжину, дворазова срібна призерка Олімпійських ігор (1996 та 2000 роки), дворазова чемпіонка світу.

## Кар'єра
| Рік                         | Змагання                       | Місто                       | Місце                       | Примітки                    |                             |
| Представник Велика Британія | Представник Велика Британія    | Представник Велика Британія | Представник Велика Британія | Представник Велика Британія | Представник Велика Британія |
| --------------------------- | ------------------------------ | --------------------------- | --------------------------- | --------------------------- | --------------------------- |
| 1986                        | Чемпіонат світу серед юніорів  | Афіни, Греція               | 8                           | 6.11 м                      |                             |
| 1987                        | Чемпіонат Європи серед юніорів | Бірмінгем, Велика Британія  | 1                           | 6.64 м                      |                             |
| 1988                        | Чемпіонат світу серед юніорів  | Садбері, Канада             | 1                           | 6.88 м                      |                             |
| 1988                        | Олімпійські ігри               | Сеул, Південна Корея        | 6                           | 6.62 м                      |                             |
| 1990                        | Чемпіонат Європи               | Спліт, Хорватія             | 7                           | 6.77 м                      |                             |
| 1991                        | Чемпіонат світу                | Токіо, Японія               | 19 (кв.)                    | 6.54 м                      |                             |
| 1992                        | Олімпійські ігри               | Барселона, Іспанія          | —                           | NM                          |                             |
| 1993                        | Чемпіонат світу                | Штутгарт, Німеччина         | 14 (кв.)                    | 6.42 м                      |                             |
| Представник Італія          |                                |                             |                             |                             |                             |
| 1994                        | Чемпіонат Європи               | Гельсінкі, Фінляндія        | 3                           | 6.90 м                      |                             |
| 1995                        | Чемпіонат світу                | Гетеборг, Швеція            | 1                           | 6.98 м                      |                             |
| 1996                        | Олімпійські ігри               | Атланта, СЩА                | 2                           | 7.02 м                      |                             |
| 1997                        | Чемпіонат світу в приміщенні   | Париж, Франція              | 1                           | 6.86 м                      |                             |
| 1997                        | Чемпіонат світу                | Афіни, Греція               | 3                           | 6.91 м                      |                             |
| 1998                        | Чемпіонат Європи в приміщенні  | Валенсія, Іспанія           | 1                           | 6.91 м                      |                             |
| 1998                        | Чемпіонат Європи               | Будапешт, Угорщина          | 2                           | 7.11 м                      |                             |
| 1999                        | Чемпіонат світу                | Севілья, Іспанія            | 2                           | 6.94 м                      |                             |
| 2000                        | Олімпійські ігри               | Сідней, Австралія           | 2                           | 6.92 м                      |                             |
| 2001                        | Чемпіонат світу в приміщенні   | Лісабон, Португалія         | 4                           | 6.87 м                      |                             |
| 2001                        | Чемпіонат світу                | Едмонтон, Канада            | 1                           | 7.02 м                      |                             |
| 2003                        | Чемпіонат світу                | Париж, Франція              | 9                           | 6.46 м                      |                             |
| 2004                        | Чемпіонат світу в приміщенні   | Будапешт, Угорщина          | 6                           | 6.64 м                      |                             |
| 2004                        | Олімпійські ігри               | Афіни, Греція               | 28 (кв.)                    | 6.38 м                      |                             |
| 2005                        | Чемпіонат світу                | Гельсінкі, Фінляндія        | 13 (кв.)                    | 6.51 м                      |                             |